# Obeidia rongaria
Obeidia rongaria là một loài bướm đêm trong họ Geometridae.